# Yester-Me, Yester-You, Yesterday
Yester-Me, Yester-You, Yesterday is een soulnummer van de Amerikaanse Motownartiest Stevie Wonder uit 1969.
Het nummer is geschreven door Ron Miller en Bryan Wells. Het werd voor het eerst opgenomen door de zangeres Chris Clark in 1966 maar deze versie was niet succesvol. Drie jaar later bracht Wonder het nummer uit op zijn album My Cherie Amour. Wonder had het nummer al in 1967 ingezongen. Omdat Wonder eind jaren zestig met stemproblemen kampte, werd besloten een aantal eerder opgenomen maar nog niet uitgebrachte nummers uit te brengen.
Op het nummer verzorgt Wonder de leadzang. De achtergrondzang werd verzorgd door de bands The Originals en The Andantes. De instrumentale begeleiding lag in handen van The Funk Brothers.
De versie van Wonder had wel succes in de hitlijsten. In de Verenigde Staten behaalde het de zevende plek en in het Verenigd Koninkrijk de tweede. In de Nederlandse Top 40 kwam het tot de zesde positie.

## NPO Radio 2 Top 2000
| Nummer met noteringen in de NPO Radio 2 Top 2000 | '99  | '00  |
| ------------------------------------------------ | ---- | ---- |
| Yester-Me, Yester-You, Yesterday                 | 1830 | 1811 |

1. ↑  Een vetgedrukt getal geeft de hoogste notering aan.
2. ↑  Deze tabel is bijgewerkt tot en met de laatste editie (2024).